# Théâtre d'Orléans

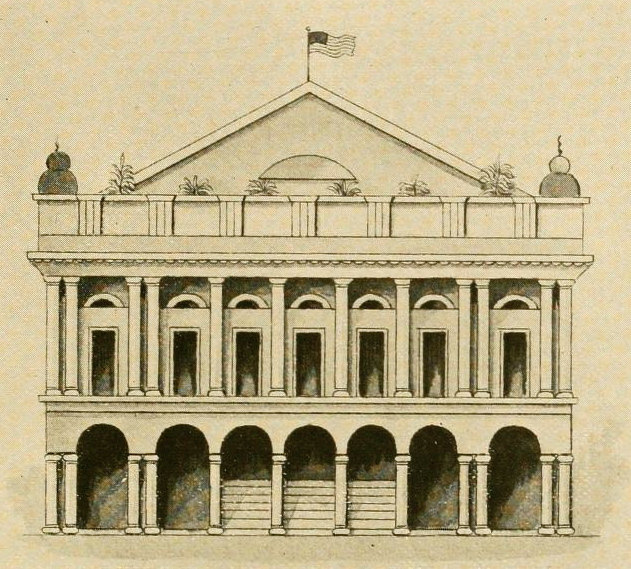
The Théâtre d'Orléans, 1813

Théâtre d'Orléans var ett teater- och operahus i staden New Orleans i Louisiana i USA, aktivt mellan 1809 och 1866.  Det var från 1817 sammanbyggt med en intilliggande byggnad, den offentliga danslokalen och spelsalen Orleans Ballroom (eller Salle d'Orléans).  Théâtre d'Orléans var New Orleans ledande scen fram till konstruktionen av French Opera House (1859-1919). 
Théâtre d'Orléans uppfördes år 1806 efter planer av Louis Tabary, en flykting från Saint Domingue. Den öppnade år 1809, men tvingades stänga under kriget 1812. Det brann ned 1813, återuppbyggdes och öppnade på nytt 1815, brann ned ännu en gång 1817 men öppnade permanent 1819. Det ersatte Théâtre de Saint Philippe, och blev dess främsta och tidvis enda scen.  Det behöll sin ställning som stadens franskspråkiga scen sedan dess rivaler Camp Street Theatre (1822-1842) och St. Charles Theatre (1835-1967) hade öppnat, då dessa framförde engelskt drama respektive italiensk opera. På Théâtre d'Orléans hade en rad samtida franska föreställningar sin amerikanska premiär. Det var Sydstaternas centrum för opera, och det var här Jenny Lind uppträdde under sitt besök i New Orleans.